# Albrecht Fredrik Calkoen
Mr. Albrecht Fredrik Calkoen (Baarn, 12 oktober 1913 - Zeist, 2 juni 1992) was een Nederlands diplomaat.

## Biografie
Calkoen was een lid van de patriciaatstak van de familie Calkoen en een zoon van Charles Calkoen (1873-1963) en Susanna Johanna Francina Carolina Wilhelmina Insinger (1879-1945). Hij trouwde in 1938 met jkvr. Henriette Ernestine Huydecoper (1917-1986), lid van de familie Huydecoper, met wie hij drie kinderen kreeg.
Na zijn studie rechten werkte Calkoen van 1938 tot 1942 als advocaat en procureur te Medan waarna hij majoor-vlieger werd (tot 1945) bij het KNIL. Daarna was hij in 1945 en 1946 auditeur-militair bij het KNIL. Vervolgens werd hij ambassadesecretaris te Londen (1946-1949), te Belgrado (1951-1954), Ottawa (1954-1958) en te Moskou (1958-1960). Daarna werd hij benoemd tot ambassadeur te Bangkok (1961-1965), te Warschau (1965-1970), te New Delhi (1970-1973) en hij beëindigde zijn loopbaan als ambassadeur te Athene (1973-1978).
Calkoen was ridder in de Orde van de Nederlandse Leeuw en officier in de Orde van Oranje-Nassau.